# Ceinture de roches vertes de Nuvvuagittuq

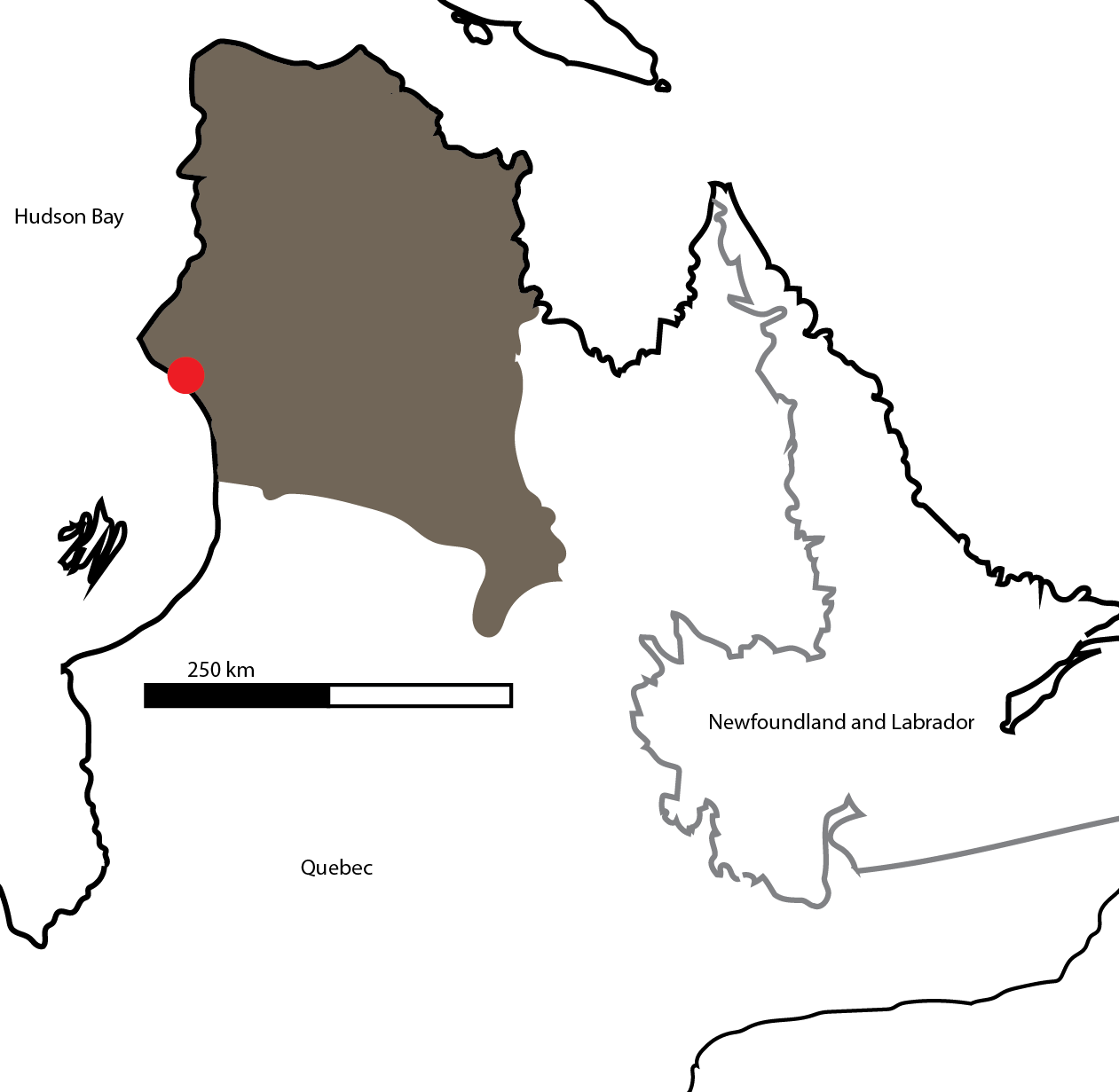
Localisation de la Ceinture de roches vertes de Nuvvuagittuq (point rouge)

La ceinture de roches vertes de Nuvvuagittuq (en anglais Nuvvuagittuq Greenstone Belt) est une formation rocheuse composée de roches volcaniques métamorphisées mafiques et ultramafiques associées à des roches sédimentaires (une ceinture de roches vertes) située sur la rive est de la baie d'Hudson, 40 km au sud-est de Inukjuak, au Québec. Ces roches ont subi un métamorphisme, et représentent quelques-unes des roches les plus anciennes sur Terre.
Des études portant sur la datation de roches de la ceinture de roches vertes de Nuvvuagittuq à partir de l'analyse isotopique de zircons ont été publiées. L'une, en 2007, donnant un âge de 3,750 Ga (3,7 milliards d'années),, tandis que l'autre, publiée en 2012, a donné un âge de 4,321 Ga (4,3 milliards d'années). En mars 2017, alors que l'âge de ce substrat rocheux était  toujours débattu, une équipe de chercheurs publièrent une étude affirmant apporter des preuves de la découverte de fossiles de bactéries dans ces roches. En 2025 une étude utilisant la datation samarium-néodyme établit pour certains échantillons un âge de 4,1 milliard d'années, en faisant la seule formation géologique connue ayant préservé des roches de l'Hadéen.
Cette formation géologique se situe sur les terres du peuple inuit Inukjuak. En 2025, la société gérant le site estime que les dommages créés par les prélèvements géologiques sont trop importants et décide la fermeture du site aux études scientifiques.